# Gobiesocidae
Gobiesocidae es una familia de peces del orden Gobiesociformes. Muchas especies son marinas, encontrándose en aguas superficiales de los océanos Atlántico, Pacífico e Índico.  Son peces bentónicos que pueden buscar protección entre erizos o en crinoideos. Las aletas de muchas especies se han modificado en ventosas.

## Clasificación
Las clasificaciones de los gobiesócidos varía. Según FishBase son una sola familia del orden Gobiesociformes;
Otras clasificaciones, como ITIS, los incluye en el suborden Gobiesocoidei del orden Perciformes.

## Especies
FishBase lista cerca de 152 especies en 45 géneros:
- Género Acyrtops
  - Acyrtops amplicirrus Briggs, 1955.
  - Acyrtops beryllinus (Hildebrand & Ginsburg, 1926).
- Género Acyrtus
  - Acyrtus artius Briggs, 1955.
  - Acyrtus pauciradiatus Sampaio, de Anchieta, Nunes & Mendes, 2004.
  - Acyrtus rubiginosus (Poey, 1868).
- Género Alabes
  - Alabes brevis Springer & Fraser, 1976.
  - Alabes dorsalis (Richardson, 1845).
  - Alabes elongata Hutchins & Morrison, 2004.
  - Alabes gibbosa Hutchins & Morrison, 2004.
  - Alabes hoesei Springer & Fraser, 1976.
  - Alabes obtusirostris Hutchins & Morrison, 2004.
  - Alabes occidentalis Hutchins & Morrison, 2004.
  - Alabes scotti Hutchins & Morrison, 2004.
  - Alabes parvulus (McCulloch, 1909).
- Género Apletodon
  - Apletodon dentatus bacescui (Murgoci, 1940).
  - Apletodon dentatus dentatus (Facciolà, 1887).
  - Apletodon incognitus Hofrichter & Patzner, 1997.
  - Apletodon microcephalus (Brook, 1890).
  - Apletodon pellegrini (Chabanaud, 1925).
- Género Arcos
  - Arcos decoris Briggs, 1969.
  - Arcos erythrops (Jordan & Gilbert, 1882).
  - Arcos macrophthalmus (Günther, 1861).
  - Arcos poecilophthalmos (Jenyns, 1842).
  - Arcos rhodospilus (Günther, 1864).
- Género Aspasma
  - Aspasma minima (Döderlein, 1887).
- Género Aspasmichthys
  - Aspasmichthys ciconiae (Jordan & Fowler, 1902).
- Género Aspasmodes
  - Aspasmodes briggsi Smith, 1957.
- Género Aspasmogaster
  - Aspasmogaster costata (Ogilby, 1885).
  - Aspasmogaster liorhyncha Briggs, 1955.
  - Aspasmogaster occidentalis Hutchins, 1984.
  - Aspasmogaster tasmaniensis (Günther, 1861).
- Género Chorisochismus
  - Chorisochismus dentex (Pallas, 1769).
- Género Cochleoceps
  - Cochleoceps bassensis Hutchins, 1983.
  - Cochleoceps bicolor Hutchins, 1991.
  - Cochleoceps orientalis Hutchins, 1991.
  - Cochleoceps spatula (Günther, 1861).
  - Cochleoceps viridis Hutchins, 1991.
- Género Conidens
  - Conidens laticephalus (Tanaka, 1909).
  - Conidens samoensis (Steindachner, 1906).
- Género Creocele
  - Creocele cardinalis (Ramsay, 1883).
- Género Dellichthys
  - Dellichthys morelandi Briggs, 1955.
- Género Derilissus
  - Derilissus altifrons Smith-Vaniz, 1971.
  - Derilissus kremnobates Fraser, 1970.
  - Derilissus nanus Briggs, 1969.
  - Derilissus vittiger Fraser, 1970.
- Género Diademichthys
  - Diademichthys lineatus (Sauvage, 1883).
- Género Diplecogaster
  - Diplecogaster bimaculata bimaculata (Bonnaterre, 1788).
  - Diplecogaster bimaculata euxinica Murgoci, 1964.
  - Diplecogaster bimaculata pectoralis Briggs, 1955.
  - Diplecogaster ctenocrypta Briggs, 1955.
  - Diplecogaster megalops Briggs, 1955.
- Género Diplocrepis
  - Diplocrepis puniceus (Richardson, 1846).
- Género Discotrema
  - Discotrema crinophila Briggs, 1976.
- Género Eckloniaichthys
  - Eckloniaichthys scylliorhiniceps Smith, 1943.
- Género Gastrocyathus
  - Gastrocyathus gracilis Briggs, 1955.
- Género Gastrocymba
  - Gastrocymba quadriradiata (Rendahl, 1926).
- Género Gastroscyphus
  - Gastroscyphus hectoris (Günther, 1876).
- Género Gobiesox
  - Gobiesox adustus Jordan & Gilbert, 1882.
  - Gobiesox aethus (Briggs, 1951).
  - Gobiesox barbatulus Starks, 1913.
  - Gobiesox canidens (Briggs, 1951).
  - Gobiesox crassicorpus (Briggs, 1951).
  - Gobiesox daedaleus Briggs, 1951.
  - Gobiesox eugrammus Briggs, 1955.
  - Gobiesox fluviatilis Briggs & Miller, 1960.
  - Gobiesox fulvus Meek, 1907.
  - Gobiesox juniperoserrai Espinosa Pérez & Castro-Aguirre, 1996.
  - Gobiesox juradoensis Fowler, 1944.
  - Gobiesox lucayanus Briggs, 1963.
  - Gobiesox maeandricus (Girard, 1858).
  - Gobiesox marijeanae Briggs, 1960.
  - Gobiesox marmoratus Jenyns, 1842.
  - Gobiesox mexicanus Briggs & Miller, 1960.
  - Gobiesox milleri Briggs, 1955.
  - Gobiesox multitentaculus (Briggs, 1951).
  - Gobiesox nigripinnis (Peters, 1860).
  - Gobiesox nudus (Linnaeus, 1758).
  - Gobiesox papillifer Gilbert, 1890.
  - Gobiesox pinniger Gilbert, 1890.
  - Gobiesox potamius Briggs, 1955.
  - Gobiesox punctulatus (Poey, 1876).
  - Gobiesox rhessodon Smith, 1881.
  - Gobiesox schultzi Briggs, 1951.
  - Gobiesox stenocephalus Briggs, 1955.
  - Gobiesox strumosus Cope, 1870.
  - Gobiesox woodsi (Schultz, 1944).
- Género Gouania
  - Gouania willdenowi (Risso, 1810).
- Género Gymnoscyphus
  - Gymnoscyphus ascitus Böhlke & Robins, 1970.
- Género Haplocylix
  - Haplocylix littoreus (Forster, 1801).
- Género Kopua
  - Kopua kuiteri Hutchins, 1991.
  - Kopua nuimata Hardy, 1984.
- Género Lecanogaster
  - Lecanogaster chrysea Briggs, 1957.
- Género Lepadichthys
  - Lepadichthys bolini Briggs, 1962.
  - Lepadichthys caritus Briggs, 1969.
  - Lepadichthys coccinotaenia Regan, 1921.
  - Lepadichthys ctenion Briggs & Link, 1963.
  - Lepadichthys erythraeus Briggs & Link, 1963.
  - Lepadichthys frenatus Waite, 1904.
  - Lepadichthys lineatus (Sauvage, 1883).
  - Lepadichthys minor Briggs, 1955.
  - Lepadichthys sandaracatus Whitley, 1943.
  - Lepadichthys springeri Briggs, 2001.
- Género Lepadogaster
  - Lepadogaster candolii Risso, 1810.
  - Lepadogaster lepadogaster (Bonnaterre, 1788).
  - Lepadogaster purpurea (Bonnaterre, 1788).
  - Lepadogaster zebrina Lowe, 1839.
- Género Liobranchia
  - Liobranchia stria Briggs, 1955.
- Género Lissonanchus
  - Lissonanchus lusheri Smith, 1966.
- Género Modicus
  - Modicus minimus (Döderlein, 1887).
  - Modicus tangaroa Hardy, 1983.
- Género Opeatogenys
  - Opeatogenys cadenati Briggs, 1957.
  - Opeatogenys gracilis (Briggs, 1955).
- Género Parvicrepis
  - Parvicrepis parvipinnis (Waite, 1906).
- Género Pherallodichthys
  - Pherallodichthys meshimaensis Shiogaki & Dotsu, 1983.
- Género Pherallodiscus
  - Pherallodiscus funebris (Gilbert, 1890).
  - Pherallodiscus varius Briggs, 1955.
- Género Pherallodus
  - Pherallodus indicus (Weber, 1913).
  - Pherallodus smithi Briggs, 1955.
- Género Posidonichthys
  - Posidonichthys hutchinsi Briggs, 1993.
- Género Propherallodus
  - Propherallodus briggsi (Smith, 1957).
- Género Rimicola
  - Rimicola cabrilloi Briggs, 2002.
  - Rimicola dimorpha Briggs, 1955.
  - Rimicola eigenmanni (Gilbert, 1890).
  - Rimicola muscarum (Meek & Pierson, 1895).
  - Rimicola sila Briggs, 1955.
- Género Sicyases
  - Sicyases brevirostris (Guichenot, 1848).
  - Sicyases hildebrandi Schultz, 1944.
  - Sicyases sanguineus Müller & Troschel, 1843.
- Género Tomicodon
  - Tomicodon absitus Briggs, 1955.
  - Tomicodon abuelorum Szelistowski, 1990.
  - Tomicodon australis Briggs, 1955.
  - Tomicodon bidens Briggs, 1969.
  - Tomicodon boehlkei Briggs, 1955.
  - Tomicodon briggsi (Smith, 1957).
  - Tomicodon chilensis Brisout de Barneville, 1846.
  - Tomicodon clarkei Williams & Tyler, 2003.
  - Tomicodon cryptus Williams & Tyler, 2003.
  - Tomicodon eos (Jordan & Gilbert, 1882).
  - Tomicodon fasciatus (Castelnau, 1861).
  - Tomicodon humeralis (Gilbert, 1890).
  - Tomicodon lavettsmithi Williams & Tyler, 2003.
  - Tomicodon leurodiscus Williams & Tyler, 2003.
  - Tomicodon myersi Briggs, 1955.
  - Tomicodon petersii (Garman, 1875).
  - Tomicodon prodomus Briggs, 1969.
  - Tomicodon reitzae Briggs, 2001.
  - Tomicodon rhabdotus Smith-Vaniz, 1969.
  - Tomicodon rupestris (Poey, 1860).
  - Tomicodon vermiculatus Briggs, 1955.
  - Tomicodon zebra (Jordan & Gilbert, 1882).
- Género Trachelochismus
  - Trachelochismus melobesia Phillipps, 1927.
  - Trachelochismus pinnulatus (Forster, 1801).